# 8678 Bäl
8678 Bäl este un asteroid din centura principală, descoperit pe 1 martie 1992, de UESAC.